# DriveClub
DriveClub est un jeu vidéo de course développé par Evolution Studios et édité par Sony Computer Entertainment, annoncé le 20 février 2013, Il est finalement sorti le 8 octobre 2014 sur PlayStation 4. La version Playstation plus, initialement prévue en même temps que la sortie de la PS4, est, quant à elle, sortie le 25 juin 2015, après plus d'un an d'attente.
DriveClub est une simulation automobile mettant en avant une vue cockpit réaliste. Le jeu possède des fonctionnalités en ligne et permet de participer à différents défis en multijoueur avec un système de club permettant des courses à 3 joueurs contre 3, par exemple.
Le 1er avril 2020 les serveurs en ligne de DriveClub fermèrent, arrêtant toutes les fonctionnalités en ligne ainsi que le mode multijoueur. 

## Système de jeu
DriveClub est un jeu de course typé arcade, dans lequel le joueur peut piloter 50 voitures de différentes catégories et explorer des pistes réparties dans 6 pays : l'Inde, le Canada, le Chili, la Norvège, l’Écosse et le Japon. Il est proposé au joueur de rejoindre un Club et de participer à des défis en ligne afin de grimper dans les classements et débloquer des véhicules exclusifs.
Le joueur possède un niveau d’expérience situé sur une échelle de 1 et 120, lui permettant de débloquer des véhicules et des kits carrosseries (uniquement visuels) au cours de sa progression. Au total, 108 voitures sont disponibles.
En octobre 2015, une extension intitulé DriveClub Bike est annoncé à la conférence Sony à la Paris Games Week et sort dans la foulée. À sa sortie, 12 motos sont disponibles parmi de nombreux constructeurs: Honda, Yamaha, Ducati, BMW, , etc.

## Développement
Le jeu a été développé par Evolution Studios début 2012 et édité par Sony Computer Entertainement. Initialement prévue pour sortir en même temps que la PS4 en novembre 2013, le jeu sortira un an plus tard le 8 octobre 2014 car le jeu « n'était pas terminé » selon Paul Rustchynsky, le producteur du jeu, nommé début 2014 en remplacement de Col Rodgers démissionnaire.
Les équipes d'Evolution Studio ont, dans le développement de DriveClub tenté de repousser les limites du jeu vidéo en utilisant une façon de conception longue, complexe afin de combler l'attente des joueurs. Et le moins que l'on puisse dire, c'est que l'année de retard fut superbement rentabilisée. Evolution Studio s'est beaucoup aidé de données de la NASA et d'images et son enregistré dans les différents pays et véhicules.

## Véhicules
Véhicules disponibles avec la version boite du jeu :
- Catégorie Hatchback Sportives : Audi A1 Quattro - Mini John Cooper Works GP - Renault Clio 4 RS - Volkswagen Golf 7 GTI - Volkswagen Beetle GSR - Renault Megane 3 R.S 275 Trophy-R
- Catégorie Sport  : Renault DeZir - Audi RS5 coupé - Audi TT RS Plus - Bentley Continental GT V8 - BMW M135i - BMW M235i - Lotus Evora Sports Racer - Mercedes-Benz CLA 45 AMG - Mercedes-Benz A45 AMG - Nissan 370Z NISMO
- Catégorie haute Performance  : Nissan Skyline GT-R R34 V-Spec II - Nissan MY15 GT-R (R 35) - DS Survolt - Peugeot EX1 Concept - Alfa Romeo 4C - Aston Martin Vanquish - Aston Martin V12 Zagato - Audi RS6 Avant - Bentley Continental GT Speed - BMW M4  - BMW M3 GTS - BMW M5 (2011) - BMW M5 (2013) - Ferrari California - Ferrari FF - Lotus Exige S - Maserati GranTurismo MC Stradale - Mercedes-Benz C63 AMG Coupe Black Series - Mercedes-Benz SL65 AMG 45th Anniversary Edition - Mercedes-AMG GT S - Mercedes-AMG S 65 Coupé - RUF RGT 8 - Spyker C8 Aileron - Jaguar XKR-S Coupé - Jaguar F-TYPE R Coupé - Catherham R500 superlight - Dodge Charger SRT8 - Dodge Challenger SRT8 392 - Volkswagen Golf GTI Design Vision - Chevrolet Corvette Stingray - Chevrolet Corvette Z06 Centennial Edition - Chevrolet Camaro ZL1
- Catégorie Super  : Aston Martin V12 Vantage S - Aston Martin One-77 - Ariel Atom 500 V8 - Audi R8 V10 Plus - BAC Mono - Ferrari 458 Italia - Ferrari 458 Speciale - Ferrari 488 GTB - Ferrari F12berlinetta - Ferrari 599 GTO - Ferrari 430 Scuderia - Ferrari F40 - Ferrari F50 - Marussia B2 - McLaren 12C - Mclaren 570S - Mclaren 650S Coupe - Mercedes-Benz SLS AMG Coupé Black Series - Mercedes-AMG GT3 - Mercedes-Benz SLS AMG Coupé Electric Drive - RUF Rt12 R - Savage Rivale GTR-S - Spania GTA Spano - Catherham SP/300.R - Jaguar XJ220 - KTM X-Bow R - Marussia B2 - GTA Spano - Mazzanti Evantra - SRT Viper GTS - Icona Vulcano - Renault Twin'Run Concept - Renault Alpine A110-50 - Renault R.S 01 - Lamborghini Diablo Super veloce - Lamborghini Aventador LP 720-4 50° Anniversario - Lamborghini Huracán LP 610-4 - Lamborghini Reventón  - Lamborghini Gallardo LP 570-4 Squadra Corse - Lamborghini Murciélago LP 670-4 Super Veloce - Chevrolet Corvette Z06 (2015) - Chevrolet Corvette ZR1 Centennial Edition - Nissan GT-R NISMO (R35) - VUHL 05
- Catégorie Hyper  : Ferrari 599XX Evoluzione - Ferrari FXX K - Ferrari FXX Evoluzione - Ferrari Enzo - Ferrari LaFerrari  - Lamborghini Sesto Elemento - Lamborghini Veneno - Jaguar C-X75 Prototype Edition - W Motors Lycan Hypersport - Rimac Automobili Concept_One - Peugeot Onyx Concept - Gumpert Apollo Enraged - Hennesey Venom GT - Koenigsegg Regera - Koenigsegg Agera R - Koenigsegg One:1 - McLaren P1 - Mclaren P1 GTR - Mclaren F1 LM - Pagani Huayra - Pagani Zonda R - RUF CTR3 Clubsport
- Bonus  : Wombat Typhoon

## Musique
La bande originale du jeu a été réalisée par Hybrid. Elle est sortie sur iTunes le 7 octobre 2014, et comprend des remixes de Noisia, Fred V & Grafix et DJ Shadow.
Par défaut, la musique est désactivée pendant les courses. Selon Paul Rustchynsky, le producteur du jeu, cela a été fait dans le but de mettre l'accent sur le design sonore du jeu.
| Driveclub Original Soundtrack | Driveclub Original Soundtrack | Driveclub Original Soundtrack | Driveclub Original Soundtrack | Driveclub Original Soundtrack | Driveclub Original Soundtrack | Driveclub Original Soundtrack | Driveclub Original Soundtrack | Driveclub Original Soundtrack | Driveclub Original Soundtrack |
| No                            | Titre                         | Remixé par                    | Durée                         |                               |                               |                               |                               |                               |                               |
| ----------------------------- | ----------------------------- | ----------------------------- | ----------------------------- | ----------------------------- | ----------------------------- | ----------------------------- | ----------------------------- | ----------------------------- | ----------------------------- |
| 1.                            | Be Here Now                   | -                             | 4:57                          |                               |                               |                               |                               |                               |                               |
| 2.                            | All Torque                    | -                             | 4:48                          |                               |                               |                               |                               |                               |                               |
| 3.                            | Tunnel Vision                 | -                             | 4:48                          |                               |                               |                               |                               |                               |                               |
| 4.                            | Power Curve                   | -                             | 4:51                          |                               |                               |                               |                               |                               |                               |
| 5.                            | The Club Rules                | -                             | 4:26                          |                               |                               |                               |                               |                               |                               |
| 6.                            | Be Here Now                   | Hybrid                        | 4:28                          |                               |                               |                               |                               |                               |                               |
| 7.                            | All Torque                    | Hybrid                        | 4:31                          |                               |                               |                               |                               |                               |                               |
| 8.                            | Tunnel Vision                 | Hybrid                        | 4:45                          |                               |                               |                               |                               |                               |                               |
| 9.                            | Power Curve                   | Hybrid                        | 4:35                          |                               |                               |                               |                               |                               |                               |
| 10.                           | The Club Rules                | Hybrid                        | 4:23                          |                               |                               |                               |                               |                               |                               |
| 11.                           | Be Here Now                   | Alex Banks                    | 4:55                          |                               |                               |                               |                               |                               |                               |
| 12.                           | All Torque                    | Black Sun Empire              | 4:33                          |                               |                               |                               |                               |                               |                               |
| 13.                           | Power Curve                   | Clark                         | 5:14                          |                               |                               |                               |                               |                               |                               |
| 14.                           | Power Curve                   | DJ Shadow & Bleep Bloop       | 4:47                          |                               |                               |                               |                               |                               |                               |
| 15.                           | All Torque                    | Elite Force                   | 4:17                          |                               |                               |                               |                               |                               |                               |
| 16.                           | All Torque                    | F Buttons                     | 5:10                          |                               |                               |                               |                               |                               |                               |
| 17.                           | Be Here Now                   | Fred V & Grafix               | 4:12                          |                               |                               |                               |                               |                               |                               |
| 18.                           | The Club Rules                | Kilon Tek (Remix 1)           | 3:52                          |                               |                               |                               |                               |                               |                               |
| 19.                           | The Club Rules                | Kilon Tek (Remix 2)           | 4:42                          |                               |                               |                               |                               |                               |                               |
| 20.                           | Power Curve                   | Noisia (Driveclub™ Remix)     | 4:46                          |                               |                               |                               |                               |                               |                               |
| 21.                           | Tunnel Vision                 | Photek                        | 4:42                          |                               |                               |                               |                               |                               |                               |
| 22.                           | Be Here Now                   | The Qemists                   | 4:06                          |                               |                               |                               |                               |                               |                               |
| 23.                           | All Torque                    | Raffertie                     | 4:05                          |                               |                               |                               |                               |                               |                               |
| 24.                           | All Torque                    | Second Storey                 | 5:32                          |                               |                               |                               |                               |                               |                               |
| 25.                           | Power Curve                   | Segal                         | 4:02                          |                               |                               |                               |                               |                               |                               |
| 26.                           | Tunnel Vision                 | Xcalibr                       | 4:26                          |                               |                               |                               |                               |                               |                               |
| 27.                           | Be Here Now (Radio Edit)      | -                             | 3:21                          |                               |                               |                               |                               |                               |                               |
| Durée totale : 123:14         |                               |                               |                               |                               |                               |                               |                               |                               |                               |